# مامبلز (دیستریکت)
مامبلز (به انگلیسی: Mumbles) یک منطقهٔ مسکونی در بریتانیا است که در سوانزی واقع شده‌است. مامبلز ۱۶٬۶۰۰ نفر جمعیت دارد.

## خواهرخوانده
شهرهای انبون و کینسیل خواهرخوانده‌های مامبلز (دیستریکت) هستند.